# Sơn Hải, Sơn Hà
Sơn Hải là một xã thuộc huyện Sơn Hà, tỉnh Quảng Ngãi, Việt Nam.
Xã Sơn Hải có diện tích 26,48 km², dân số năm 1999 là 2363 người, mật độ dân số đạt 89 người/km².